# Couch (court métrage)

Couch est un court-métrage réalisé par Paul Thomas Anderson.
Il s'agit d'un court-métrage de 2 minutes avec Adam Sandler tourné en noir et blanc.
Il a fait l'objet d'une distribution via internet en 2003.

## Tournage
Le tournage a eu lieu à Chatsworth en Californie dans un magasin Levitz.
Le réalisateur a utilisé une caméra Panavision en 35 mm.
La bande-son est réalisée en post-production avec des bruitages volontairement appuyés.

## Histoire
Un homme rentre dans un magasin de meubles et essaie quelques canapés.
Les convertibles lui jouent quelques tours.